# Теория ограниченных эффектов
Теория ограниченных эффектов — (англ. limited effects theory) — эта теория создана на основе американских исследований воздействия массовой коммуникации и роли межличностного взаимодействия. Согласно ей, средства массовой коммуникации (СМК) не имеют однозначного влияние на аудиторию, так как их воздействие ограничено различными факторами: демографическими и социально-психологическими, социальной средой. СМК могут не иметь прямого влияния на сознание людей в том смысле, что они люди понимают их сообщения не только на основе своих устоявшихся взглядов и привычных представлений, но и зависят от своего непосредственного окружения. Имея в виду роль американских СМК, это выражается в том, что их сообщения по большей части укрепляют идеи, которые люди уже разделяют. Гораздо большее влияние на людей оказывают различные общественные силы посредством лидеров мнения как людей, с которыми они общаются и для них достаточно авторитетных.

## Основные положения теории
1. К тому времени, как люди становятся взрослыми, они являются членами политических партий, религиозных или иных общественных объединений. Связи внутри группы могут быть эффективным противодействием влиянию СМК.
2. Роль СМК в обществе ограничена, они усиливают существующие тенденции и только изредка вызывают социальные изменения.
3. Эти изменения, тем не менее, способны подрывать социальную стабильность и обострять кризисные явления.

## История создания теории
В 1940 году Пол Лазарсфельд и его коллеги из Колумбийского университета провели эмпирическое исследование, целью которого было определить воздействие массмедиа на общественное мнение во время президентских выборов в США. Для проведения исследования использовался особый метод исследований, предполагающий повторные опросы одних и тех же людей, — панельное исследование. В течение полугода (май-ноябрь) исследователи опрашивали выборку из 600 семей в одном из населенных пунктов штата Огайо. Полученные результаты противоречили устоявшимся постулатам о всеобъемлющих эффектах медиа: 53 % избирателей сделали свой выбор в самом начале и никогда не меняли своего решения; выбор 24 % избирателей был предсказуем, и они остались ему верны; 15 % сомневались в правильности своего решения, оказывая поддержку то одному кандидату, то другому, но в итоге вернулись к изначальному варианту; и только 8 %, оставаясь лояльными одному кандидату в течение кампании, на выборах всё-таки проголосовали за другого.
При обобщении результатов исследования, Лазарсфельд пришёл к выводу, что главный эффект массмедиа заключается в том, что они повышают уверенность избирателей в правильности сделанного выбора. Лазарсфельд также отметил, что на последние две категории (те, кто колебался в своем выборе, и те, кто изменил свое решение в последний момент) в большой степени повлияло межличностное общение, а не сообщения средств массовой коммуникации. Таким образом, межличностная коммуникация играет большую роль в распространении мнений, чем СМК. Лазарсфельд не дал название этой теории, но в академическом сообществе за ней закрепилось название «теория ограниченных эффектов».
Лазарсфельд сравнивал появление средств массовой коммуникации с изобретением автомобиля. Воздействие последнего на общество было более значительным. Появилась необходимость расширять дороги и разрабатывать инфраструктуру. Это привело к повышению мобильности людей, изменению их образа жизни, кардинально поменялся облик городов. Таким образом, технические изобретения имеют большее влияние на образ жизни и взгляды людей, чем изобретения, связанные с распространением идей. Эти идеи можно не принимать, а трансформировать и использовать.

## Развитие теории
Дополнительные исследования 40-x гг. показали, что существуют лидеры мнения, которые интерпретируют информацию из СМК, тем самым оказывая влияние на выбор других людей.
Лидеры мнения в большей степени осведомлены о происходящих событиях и более восприимчивы к сообщениям СМК, их отличает высокий социальный статус и лучшая информированность. На основе этих эмпирических сведений, Лазарсфельд разработал теорию двухступенчатого потока информации, согласно которой личностное влияние лидера мнения, а не средства массовой коммуникации, становится доминирующей силой. Информация поступает от радио и печатных СМИ к лидерам мнения, а от них — к менее активным членам общества. Эта теория появилась в 1944 году в книге Лазарсфельда, Берельсона и Годэ «Выбор людей».
В 1955 году вышла книга «Личное влияние» (Катц, Лазарсфельд), основанная на эмпирическом исследовании в штате Иллинойс. В Декейтере 15 женщин-исследователей повторно опрашивали 800 женщин о том, что влияет на их выбор относительно шоппинга, фильмов, моды и общественных дел. Согласно эмпирическим данным, их выбор определяли межличностные контакты.
В 1960 Джозеф Т. Клаппер обобщил исследования Бюро прикладных социальных исследований Колумбийского университета. В своей книге «Эффекты массовой коммуникации» автор утверждает, что аудитория — это не пассивный объект коммуникации. Реципиенты избирательны в выборе сообщений, они склонны выбирать те сообщения массовой коммуникации, которые соответствуют их убеждениям.
Клаппер предупреждает об опасности минимизации эффектов средств массовой коммуникации, так как эти средства могут иметь большое социальное влияние, действуя через элиты и образованные слои населения.

## Критика
До 1975 года теория «ограниченных эффектов» практически не применялась. Она приобрела значение в работах критиков 70-х годов, некоторые из которых соглашались с этой теорией, другие же оспаривали результаты эмпирических исследований и ставили под вопрос состоятельность теории. В основном критика сводится к следующим положениям:
1. недостаточно доказательств;
2. изучены только краткосрочные эффекты и только на микроуровне (индивид);
3. не учтены коллективные и институциональные измерения медиа в современных обществах.

Споры вызывает название самой теории. Термин «ограниченный» может быть интерпретирован двумя способами. С одной стороны, «ограниченный» может значить «минимальный»: медиа не играют значительной роли при формировании общественного мнения. С другой стороны, «ограниченный» означает отсутствие прямых эффектов медиа, влияние СМК ограничено социальными и психологическими механизмами, например, избирательным вниманием и селективным восприятием.
В 1978 году Тодд Джитлин раскритиковал теорию «ограниченных эффектов».. С его критики началось разложение теории. Он считал Лазарсфельда и его коллег из Бюро прикладных социальных исследований Колумбийского университета «административными учёными», которые работали по государственным и частным контрактам. Теория отвлекла внимание публики от функционирования медиа на макроуровне, на котором СМИ определяют реальность, формируют политическую повестку, подрывают или устанавливают легитимность общественных движений и институтов. Кроме того, теория характеризует аудиторию как независимую и оказывающую сопротивление сообщениям массмедиа. «Эффекты» в теории Лазарсфельда определены слишком узко, таким образом, что эмпирические исследования доказали бы гипотезу об ограниченных эффектах медиа. Заключения об ограниченных эффектах не поддерживаются фактами, полученными из эмпирических исследований.
В некоторых работах прослеживается попытка систематизировать знания о массовых коммуникациях с точки зрения влияния медиа. Согласно этим работам, существует несколько интерпретаций эффектов медиа: всеохватывающее воздействие СМК на человека и их ограниченное влияние. В 1970-х годах немецкий социолог Элизабет Ноэль-Нойман заявила о возвращении парадигмы прямых эффектов, породив дебаты «прямые — ограниченные эффекты». Ноэль-Нойман считает неправильным изучение эффектов медиа на микроуровне, так как такой подход не принимает во внимание большие социальные эффекты массовых коммуникаций. Она предложила свою парадигму понимания медиа, так называемую спираль молчания. Если люди замечают, что их установки и взгляды не совпадают с сообщениями медиа и со взглядами людей из их ближайшего социального окружения, они замолкают, предпочитая не высказывать свою собственную позицию. Возвращение парадигмы о всемогуществе массовой коммуникации в определенной степени стало возможным благодаря исследованиям Маршалла Маклуэна, который выделил ведущую роль телевидения как такового в убеждении людей.

## Применение
Дергунова Н. В., д. полит. н. Ульяновского Государственного Университета, Завгородняя М. Ю., младший научный сотрудник Научно-исследовательского Института истории и культуры Ульяновской области, полагают, что теории Лазарсфельда актуальны по сей день и применимы как для исследования коммуникативной части электоральных процессов, так и в целом для изучения коммуникативных процессов. В частности, теории Лазарсфельда можно применить к интернет-аудитории. Практически все новостные агентства сегодня имеют официальные аккаунты в социальных сетях. Но также есть лидеры общественного мнения, в том числе блогеры, которые интерпретируют информацию, полученную из официальных источников, и дают свою оценку. Личность и СМК рассматриваются как равнозначные источники информации. Таким образом, теория ограниченных эффектов и вытекающая из неё теория двухступенчатого потока информации могут быть проецированы на современное политическое коммуникативное пространство.